# Verkehrsgemeinschaft Landkreis Passau
Die Verkehrsgemeinschaft Landkreis Passau (VLP) war ein am 1. September 1998 gegründeter Tarifverbund im niederbayerischen Landkreis Passau. Er war einer von fünf Tarifverbünden in Niederbayern. Im Westen grenzte er an die Verkehrsgemeinschaft Landkreis Deggendorf (VLD), im Süden an die Verkehrsgemeinschaft Rottal-Inn (VGRI) und im Osten an den Oberösterreichischen Verkehrsverbund (OöVV). Zum 1. September 2021 wurde er Teil des Verbundtarifs DonauWald.

## Geschichte
Nachdem der Tarifverbund zuerst im südlichen Landkreis gegründet wurde, dehnte er sich zum Jahresbeginn 2000 auch auf den nördlichen Landkreis aus.
Am 1. Januar 2003 wurde auch der Eisenbahnverkehr innerhalb der Verbundgrenzen mit einbezogen. Dies umfasste die beiden Eisenbahnstrecken Passau–Vilshofen und Passau–Karpfham. Zum 1. April 2007 wurde der tarifkilometerbasierende Tarif auf den bis heute gültigen wabenbasierenden Tarif umgestellt.
Zum 1. September 2009 startete das Pilotprojekt ÖPNV-Offensive 2010. Dieses beinhaltet sieben auf Passau ausgerichtete Hauptlinien, die im Stundentakt bedient werden. Daneben wurde die teilweise aus den 1960er Jahren stammende Linienstruktur überarbeitet, die Busverbindungen koordiniert und neue Tarifangebote entwickelt. Die Korridore sind Passau–Vilshofen–Osterhofen, Passau–Ruderting–Tittling, Passau–Hutturm, Passau–Hauzenberg–Breitenberg, Passau–Obernzell–Wegscheid, Passau–Pocking–Karpfham, Passau–Fürstenzell–Bad Griesbach. Hierbei werden die beiden Bahnstrecken im Verbundgebiet mit einbezogen. Zu Beginn der ÖPNV-Offensive 2010 wurden verschiedene Linien so aufeinander abgestimmt, dass außerhalb des Schülerverkehrs ein Taktverkehr eingerichtet wurde. Eine Ausweitung dieses Systems ist vorgesehen. Im Jahr 2009 benutzten insgesamt 7,3 Millionen Fahrgäste den öffentlichen Verkehr in der VLP. Eine Steigerung um 35 % gegenüber dem Jahr 2000. Im folgenden Jahr wurden mit 4,5 Millionen Buskilometern 7,7 Millionen Fahrgäste befördert. Mit einem Fahrgastplus von 5,5 % konnte das Defizit auf 70.000 Euro reduziert werden.

## Verkehrsangebot
Im Jahr 2012 wurden über 8 Millionen Fahrgäste befördert. Werktäglich nutzen im Schnitt 30.000 Fahrgäste das Angebot, davon 12.000 von und nach Passau. Auf den 69 Buslinien der Verkehrsgemeinschaft kamen 150 Busse zum Einsatz, die insgesamt 4,7 Millionen Buskilometer zurückgelegten. Der Schülerverkehr wird mit insgesamt 5,6 Millionen Euro, davon 2 Millionen Euro vom Landkreis Passau, bezuschusst. Der übrige Nahverkehr mit 1,6 Millionen Euro, davon 0,6 Millionen Euro vom Landkreis Passau.

## Tarif
Das Tarifgebiet des VLP umfasste den gesamten Landkreis Passau, sowie Bus- und Bahnlinien aus dem Landkreis, die in der Stadt Passau beginnen und enden. Daneben galt der Tarif des VLP auch in der vier Gemeinden des Landkreises Deggendorf Osterhofen, Angerpoint, Künzing und Niederalteich. Für ein- und ausbrechende Fahrten gelten in der Regel die Haustarife des Regionalbus Ostbayern, einem Tochterunternehmen der DB Regio, welches für den Betrieb aller Überlandbus-Linien des Landkreises Passau beauftragt wurden, bzw. der Eisenbahnverkehrsunternehmen DB Regio Bayern (Bahnverbindung Passau – Plattling – Landshut – München) oder Südostbayernbahn (Bahnverbindung Passau – Pocking – Pfarrkirchen – Mühldorf am Inn) auf voller Länge.
Es wird ein wabenbasierter Tarif angeboten, mit Einzel-, Tages-, Wochen- und Monatstickets, sowie einer Netzkarte. Die BahnCards der Stufe 25 und 50 der DB AG werden mit einer Ermäßigung von 25 % anerkannt. Die BahnCard 100 gilt als Fahrausweis. Ebenso gelten das Bayernticket sowie dessen Single- und Nacht-Variante auf allen Linien der VLP.
Im Rahmen der ÖPNV Offensive 2010 wurde ein sogenanntes Öko-Netz-Ticket eingeführt. An Schultagen kann mit diesem ab 14 Uhr, an schulfreien Tagen ganztags, das gesamte Netz des VLP benützt werden. Bei Zeitkarten ist diese Fahrkarte Bestandteil der Zeitkarte. Insgesamt 10.000 dieser Zeitkarten waren im September 2009 im Umlauf. Des Weiteren erwarben 600 neue Kunden aus dem Landkreis sowie 20 Kunden aus dem Stadtgebiet Passau das Öko-Netz-Ticket für einen Jahrespreis von 30 Euro.
Nicht im Tarif der VLP enthalten sind Fahrten auf der Ilztalbahn. Diese werden von der Ilztalbahn GmbH durchgeführt, die nach einem eigenen Haustarif fährt. Außerdem gilt der VLP-Tarif nicht in den Radlzügen der agilis Eisenbahngesellschaft, da die agilis nicht an der VLP beteiligt ist.
Die tarifliche Situation änderte sich mit der Einführung des VDW nur geringfügig. Busverkehre, welche eine Kreisgrenze überschreiten, können ohne Verwendung des Haustarifes eines Unternehmens genutzt werden. Dies gilt nicht für den Schienenverkehr; dieser kann mit VDW-Fahrkarten weiterhin ausschließlich im Landkreis Passau genutzt werden. Im VDW wird der wabenbasierte Tarif beibehalten.

### Stadtverkehr Passau
Busfahrten, die innerhalb der Stadt Passau beginnen und enden, wurden nicht nach VLP-Tarif berechnet, sondern nach dem Stadtbustarif. Dies gilt für die Stadtbuslinien der Verkehrsbetriebsgesellschaft Passau (VBP) sowie für die Regionalbuslinien innerhalb der Stadt Passau. So kostet eine Einzelfahrt innerhalb der Stadt Passau nach VBP-Tarif 2,20 Euro für Erwachsene, 1,50 Euro für Kinder bis zum vollendeten 15. Lebensjahr. Dies war allerdings nur der Fall, wenn die Zielhaltestelle von Bussen der VBP angefahren wurden. Sollte diese im Stadtgebiet von Passau liegen, wo aber kein Stadtbus der VBP hält, wurde nach VLP-Tarif abgerechnet. Eine Fahrt der VLP innerhalb einer so genannten „Wabe“ dagegen kostete 1,30 Euro (Erwachsene, Regeltarif).
Für einen Aufpreis von 0,50 Euro wurde jedoch ein Umsteigefahrschein von der VLP angeboten. Gegen Vorlage dieses Scheines erhielt der Fahrgast im Stadtlinienbus eine Einzelfahrkarte für die Linien der VBP. Im Gegenzug wurden Umsteigefahrscheine für VLP-Busse aber nicht in Stadtbussen angeboten.
Mit der Einführung des VDW änderte sich diese Situation nicht. Umsteigefahrscheine von Bussen der ehemaligen VLP werden nach wie vor angeboten. Dies ist jedoch nicht in den Bussen, die vom Landkreis Freyung-Grafenau beauftragt werden und als Schnellbus nach Passau verkehren, der Fall. Ebenso wenig können Züge außerhalb des Vertriebsgebietes der ehemaligen VLP (flächengleich mit dem Landkreis Passau) genutzt werden; wie vor der Einführung des VDW sind Zugfahrten mit VDW-Fahrkarten nur im Landkreis und der Stadt Passau erlaubt; in den Landkreisen Freyung-Grafenau, Deggendorf und Regen, die ebenfalls dem VDW beigetreten sind, ist dies nicht der Fall.

## Teilnehmende Firmen
- Verkehrsunternehmen Manfred Aigner, Fürstenzell
- Verkehrsunternehmen Manfred Eichberger, Thyrnau – Kellberg
- Verkehrsunternehmen Fürst Reisen GmbH & Co.KG, Hutthurm
- Verkehrsunternehmen Hofer GmbH, Ortenburg – Dorfbach
- Verkehrsunternehmen Hutzler OHG, Aicha vorm Wald
- Verkehrsunternehmen Kohl & Sohn GmbH, Sonnen
- Verkehrsunternehmen Lorenz Reisen GmbH & Co. KG, Bad Griesbach
- Verkehrsunternehmen Hugo Niedermeyer GmbH & Co.KG, Passau
- Verkehrsunternehmen Martin Pfeffer, Schöllnach
- DB Ostbayernbus, Passau
- Regionalbusverkehr Passau Land GmbH, Bad Füssing
- Verkehrsunternehmen Uhrmann Reisen GmbH, Fürstenstein
- DB Regio AG, Regensburg
- DB RegioNetzVerkehrs GmbH Südostbayernbahn, Mühldorf